# Augustin Sandtner
Augustin („Gustl“) Sandtner (* 8. August 1893 in München; † 11. Oktober 1944 im KZ Sachsenhausen) war ein Funktionär der Kommunistischen Partei Deutschlands (KPD) und Abgeordneter des Preußischen Landtags. Er engagierte sich gegen Krieg, Kriegsgefahren und Militarismus.

## Leben
Sandtner, Sohn eines Marmorschleifers, erlernte das Bäcker-Handwerk. 1911 organisierte er sich gewerkschaftlich im „Verband der Bäcker und Konditoren“. 1912 leistete Sandtner seinen Wehrdienst in der Kaiserlichen Marine ab. Im Verlauf des Ersten Weltkriegs wurde er zum Kriegsgegner und Mitglied des Spartakusbundes. Auf dem Schlachtkreuzer Seydlitz gründete er eine revolutionäre Gruppen und verteilte Antikriegsschriften auch an die Matrosen anderer Kriegsschiffe.
Am 3. November 1918 gehörte er in Kiel zu den Matrosen, die mit dem Aufstand zur Beendigung des Krieges begannen. Als Delegierter der Kieler Matrosen wurde er nach München entsandt, wo er in den Arbeiter- und Soldatenrat gewählt wurde. Anschließend gehörte er auch der Leitung des Spartakusbundes an. Zum Jahreswechsel 1918/19 gehörte er zu den Delegierten des Gründungsparteitages der Kommunistischen Partei Deutschlands (KPD). 1919 gehörte er zu den Verteidigern der Bayrischen Räterepublik und den Kämpfern der „Bayrischen Roten Armee“. Bis zum Ende des Jahres befand er sich nach der Niederlage der bayrisch-republikanischen Kräfte in Haft. 1920 und 1921 gehörte er zur Bezirksleitung der KPD in Südbayern. Bei den Bayerischen Motorenwerken wurde er zum Vorsitzenden des Arbeiterrates gewählt, wurde aber im Frühjahr 1921 zu einer dreieinhalbjährigen Festungshaft verurteilt.
Nach der Haftentlassung war er hauptamtlicher Funktionär der KPD in Berlin, bis er wegen seiner antimilitaristischen Aufklärungsarbeit erneut inhaftiert wurde. Durch eine Amnestie kam er nach kurzer Zeit aber wieder in Freiheit und arbeitete als politischer Leiter in einigen Berliner Unterbezirken der KPD. Ab Februar 1932 wurde er Politischer Sekretär der KPD-Bezirksleitung Schlesien. Im April 1932 wurde er in den Preußischen Landtag gewählt. Anfang 1933 gründete er eine Initiative, die in vielen Grenzorten Schlesiens gemeinsame Kundgebungen von deutschen, polnischen und tschechoslowakischen Arbeitern gegen Faschismus und Kriegsgefahr organisierte.
Augustin Sandtner war Teilnehmer bei der Versammlung von KPD-Funktionären am 7. Februar 1933 im Sporthaus Ziegenhals. Am 27. April 1933 wurde er von der Gestapo verhaftet und im Januar 1934 zu einer dreijährigen Zuchthausstrafe verurteilt. Nach Ablauf der Haftfrist wurde er in das KZ Sachsenhausen deportiert. Nach über elfjähriger Haft wurde Sandtner gemeinsam mit 26 deutschen und französischen Antifaschisten am 11. Oktober 1944 im KZ Sachsenhausen durch SS-Männer erschossen.
Seine Ehefrau war Hanna Sandtner.

## Ehrungen
Die 12. Polytechnische Oberschule in der Rochstraße in Berlin-Mitte trug zu DDR-Zeiten (seit 1977) seinen Namen. In Teltow gibt es die Gustl-Sandtner-Straße. In Oranienburg wurde die Augustin-Sandtner-Straße nach ihm benannt. Am 7. Oktober 1980 erhielt der Kampfgruppenzug Salzwedel den Ehrennamen „Gustl Sandtner“.
Das Gedenkzeichen „Klang der Erinnerung“ im ehemaligen Kommandanturbereich der Gedenkstätte Sachsenhausen ehrt seit 2014 Sandtner und die anderen getöteten Häftlinge vom 11. Oktober 1944.